# Jean-Claude Germain
Pour les articles homonymes, voir Germain.
 (avril 2025).
Jean-Claude Germain, né le 18 juin 1939 à Montréal et mort le 24 avril 2025 à Magog, est un scénariste, écrivain, dramaturge, auteur, journaliste, parolier et historien québécois. Durant sa carrière, il a transmis ses connaissances historiques sur divers sujets et produit des dizaines de chroniques radiophoniques et télévisuelles. Il a également joué au cinéma et à la télévision. En plus des pièces de théâtre, il a publié des livres. Il a été président d'honneur du Salon du livre de Montréal pendant plusieurs années. Il a apporté une vision nouvelle au théâtre québécois ainsi qu'à la culture du Québec.

## Biographie
Jean-Claude Germain est né le 18 juin 1939 à Montréal. Enfant unique, il a découvert la métropole en accompagnant parfois son père qui était commis voyageur. Il effectue des études classiques au collège Sainte-Marie de Montréal et poursuit avec une formation en histoire à l’Université de Montréal. Il a travaillé comme journaliste et critique de théâtre au Petit Journal pendant quatre ans après ses études. En 1968, il devient le premier secrétaire exécutif du Centre d’essai des auteurs dramatiques (CEAD) et entreprend sa carrière théâtrale.
Jean-Claude Germain est le directeur artistique du Centre du Théâtre d'Aujourd'hui de 1972 à 1982. Il écrit pour la scène de nombreux textes, notamment une monologuerie bouffe intitulé Les Hauts et les bas d'la vie d'une diva : Sarah Ménard par eux-mêmes (1974), et sa suite, Les Nuits de l'indiva (1979), interprété par son épouse, la comédienne Nicole LeBlanc.
Il a publié plusieurs livres. Il a tenu en 1992, une chronique quotidienne à l’émission de CBF Bonjour lors des 350 ans de Montréal et qui furent publiées en 2 tomes aux éditions Stanké. De 1994 à 2021, il a été chroniqueur au mensuel L'Aut'Journal,. Il enquête sur l'histoire occulte des maçons québécois, sans toutefois être membre de cette organisation.
Il est participant de longue date au festival littéraire Metropolis bleu.
Jean-Claude Germain meurt le 24 avril 2025 à Magog,,.

## Filmographie

### comme acteur
- 1987 : L'Héritage (série télévisée) : Eugénio Gagnon
- 1994 : Les Grands Procès (TV) : Noël Lanoie
- 1996 : Joyeux Calvaire : Le père Noël
- 1998 : Réseaux (série télévisée) : Gilbert Rathé
- 2002 : Station Nord : Edgar

### comme scénariste
- 1984 : Les Hauts et les bas d'la vie d'une diva (TV)

### Mise en scène
Le miroir aux tartuffes, 1998

## Conférences
1993-1994
Série de conférences intitulée Le feuilleton de Montréal, un bal-à-gueule au Théâtre d'Aujourd'hui.
2003
Deux nouvelles conférences : une au Club souverain de l'Estrie et l'autre au Regroupement des centres de la petit enfance de la Montérégie.

## Publications

### Romans
- Le cœur rouge de la bohème, Éditions : Hurtubise (2010)[9]
- La femme nue habillait la nuit : nouvelles historiettes de la bohême, Éditions: Hurtubise (2010)[10]
- Rue Fabre, centre de l'univers, Éditions : Hurtubise Véhicule Press (2010)[11]
- La double vie littéraire de Louis Fréchette, Éditions : Hurtubise (2013)[12]

### Essais
- Nous étions le nouveau monde : Le feuilleton des origines, Éditions: Hurtubise (2009)[13]
- Nous étions le nouveau monde 2 : Le feuilleton des premières, Éditions: Hurtubise (2011)[14]
- Nous étions le nouveau monde 3 : Le feuilleton du ciel rouge et de l'enfer bleu, Éditions: Hurtubise (2016)[15]

### Récits
- Le cœur rouge de la bohème, Éditions : Hurtubise Véhicule Press (2010)[9]
- Sur le chemin de la Roche percée - Nouvelles historiettes de la bohème, Éditions : Hurtubise (2012)[16]

### Œuvres
- Diguidi, diguidi, ha ! ha ! ha ! (1969)[17]
- Les tourtereaux ou La vieillesse frappe à l'aube [1970)[18]
- Si Aurore m'était contée deux fois (1970)
- Rodéo et Juliette (1970)
- Le roi des mises à bas prix (1971)
- Si les Sansoucis s'en soucient, ces Sansoucis-ci s'en soucieront-ils ? Bien parler c'est se respecter ! (1971)
- L'pays dans l'pays (1971)
- La Charlotte électrique ou Un conte de Noël tropical pour toutes les filles pardues dans a'brume, dans a'neige ou dans l'vice (1972)
- Dédé Mesure (1972)[19]
- Les méfaits de l'acide (1973)
- L'affront commun (1973)
- Les hauts et les bas dla vie d'une diva : Sarah Ménard par eux-mêmes (1974)
- La reine des chanteuses de pomme (1975)
- Beau, bon, pas cher ou La transe du bon Boulé (1975)
- Le buffet impromptu ou La nosse chez les propriétaires de bungalow (1976)
- Un pays dont la devise est je m'oublie (1976)
- L'école des rêves (1977)
- Les faux brillants de Félix-Gabriel Marchand. Paraphrase. (1977)
- Mamours et conjugat (1978)
- Les nuits de l'indiva (1979)
- A Canadian Play/Une plaie canadienne (1979)
- Le sot d'Ostie (1981)
- Un théâtre d'auteurs ou L'isle des cent cinquante (1986)
- Le plusse un (1997)
- Le miroir aux tartuffes (1998)
- Le jour et la nuit (2005)
- 26 lettres, Abécédaire des mots en perte de sens (collectif) (2014)

#### Résumé de quelques œuvres
Théâtre
- Si les Sansoucis s'en soucient, ces Sansoucis-ci s'en soucieront-ils ? Bien parler c'est se respecter! (1971) : La pièce est une satire de l'histoire, du théâtre, de la justice et de l'actualité, sous la forme d'une plaidoirie faite par des acteurs-avocats, pendant un procès qui est d'abord un spectacle, devant un juge qui est surtout un banc !
- Un pays dont la devise est : Je m'oublie (1976) : Deux comédiens ambulants jouent l’histoire à leur façon, c’est-à-dire en déjouant notre histoire officielle. Sur un ton ironique, avec la verve du conteur épique, les comédiens retracent, du coureur des bois à Maurice Richard, les marques d’une liberté qui paraît cruellement manquer au pays réel[20].
- Le miroir aux tartuffes (1998) : Cette pièce raconte la naissance difficile de notre dramaturgie nationale « depuis l'époque de la colonisation, sous le Régime français, alors que le théâtre était fustigé par l'Église catholique ».

Mémoires
- La femme nue habillait la nuit : nouvelles historiettes de la bohême, Éditions : Hurtubise (2010) :  Recueil de courts récits dans lesquels Jean-Claude Germain entraîne le lecteur à nouveau au cœur de la bohème montréalaise. Durant les souvenirs du conteur, on y croise les silhouettes de personnages hauts en couleur, autant de symboles d’une époque effervescente et allumée : peintres, modèles, cinéastes, photographes, chanteurs, musiciens, comédiens, dramaturges

- Rue Fabre, centre de l'univers, paru en avril 2007. Jean-Claude Germain y décrit non pas la vie du Plateau dans les années 1940 comme le fait Michel Tremblay, mais plutôt la découverte des autres quartiers de l'île de Montréal en compagnie de son père, avec bien sûr la rue Fabre comme centre.

- Le Cœur rouge de la bohème, La femme nue habillait la nuit, et Sur le chemin de la Roche percée, trois livres où il décrit ses années de bohème montréalaise des années 1950 et du début des années 1960[21]. Il a participé à l'organisation de la première exposition du photographe montréalais John Max, avec lequel il a entretenu une longue amitié qu'il relate dans ses mémoires de la bohème. Le troisième tome de ses mémoires est dédié à celui-ci, ainsi qu'à l'illustratrice médicale Janet Peace (qui fut mariée à Max) et au peintre Jean Bertrand.

## Honneurs et reconnaissances
- Fondateur du Théâtre du Même Nom (TMN), directeur du Théâtre d'Aujourd'hui.

- Il a été directeur artistique du Centre du Théâtre d'Aujourd'hui de 1972 à 1982.

- Fondateur du programme d'écriture dramatique de l'École nationale de théâtre du Canada.

- Il a été secrétaire exécutif du Centre des auteurs dramatiques (CEAD) de 1968 à 1971. Le CEAD est une association regroupant 250 membres vouée depuis plus de 50 ans au soutien, à la promotion et à la diffusion de la dramaturgie francophone du Québec et du Canada, ici et à l'étranger.

- Il a également été directeur et rédacteur en chef de la revue Le Québec littéraire.

- Il est président d'honneur du Salon du livre de Montréal de 1990 à 1998.

- Il siège à la Commission de toponymie de Montréal jusqu'en 2002.

- Il est nommé Patriote de l'année par la société Saint-Jean-Baptiste de Montréal en 1993.

- Il reçoit le prix Gascon-Thomas en 1994.

- Vice-président du Conseil des arts et des lettres du Québec, 1993-1997.

- Membre du Conseil d'administration du Conseil des arts du Canada, 1990-1993.

## Récompenses et distinctions
- 1977 : Prix Victor-Morin de la Société Saint-Jean-Baptiste « pour son importante contribution au théâtre québécois ».
- 2001 : Prix Fleury-Mesplet pour souligner le mérite par son action et son dynamisme et qui a contribué au progrès de l’édition au Québec. Ce prix est nommé en l'honneur de Fleury Mesplet, premier imprimeur et fondateur du premier journal montréalais. Ce prix est remis annuellement par le Salon du livre de Montréal.
- 2015 : Ordre des arts et des lettres du Québec. Ce prix est une distinction honorifique créée en 2015 par le Conseil des arts et des lettres du Québec. Il vise à rendre hommage à des personnes ayant contribué par leur travail, leur engagement et leur dévouement, au développement, à la promotion ou au rayonnement des arts et des lettres du Québec.

## Archives
Jean-Claude Germain a laissé en dépôt ses archives personnelles à la Théâtrothèque du Centre de recherche interuniversitaire sur la littérature et la culture québécoises en 2017. Le Fonds d'archives contient des documents relatifs aux spectacles de Jean-Claude Germain tels que des manuscrits, des exemplaires du Pays théâtral (publication du Théâtre d’Aujourd’hui), des dossiers de presse, des communiqués et des invitations, des photographies, des affiches, des partitions musicales, des programmes, des scénarios, des cahiers de régie, des extraits de spectacles (enregistrés sur des rubans magnétiques).
La Théâtrothèque travaille actuellement sur un projet de mises en valeur des archives de Jean-Claude Germain qui devrait voir le jour en 2023.